# Scriba rosso
Lo Scriba rosso o Scriba seduto è uno dei più importanti esempi di arte egizia dell'Antico Regno. Si tratta di una statua in pietra calcarea dipinta raffigurante uno scriba all'opera. La scultura venne scoperta a nord del Corridoio delle Sfingi del Serapeo di Saqqara nel novembre 1850 dall'egittologo francese Auguste Mariette. Attualmente fa parte della collezione di antichità egiziane del Louvre ed è la più celebre di una serie di «scribi» tra cui è anche famoso quello del Museo del Cairo.

## Descrizione
Lo Scriba rosso, alto circa 54 cm, indossa un gonnellino bianco teso sulle ginocchia e tra le mani trattiene un papiro semiarrotolato. Le mani sono in posizione di scrittura e con tutta probabilità la destra teneva un pennello, oramai perduto. Mani, dita e unghie della scultura sono finemente modellate, tanto da farle sembrare perfette.

Per realizzare i capezzoli sono state applicate sull'ampio petto due piccole borchie di legno.

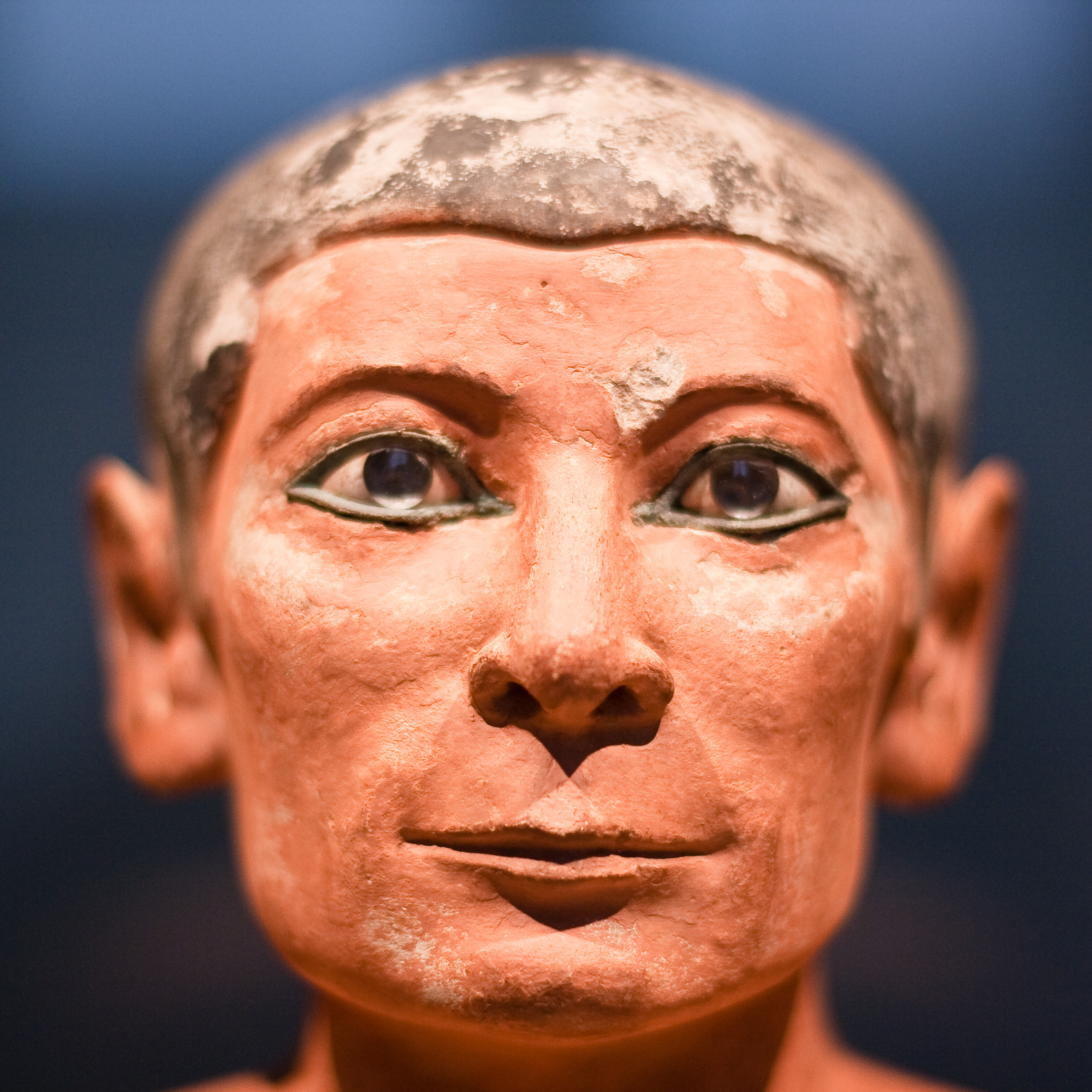
Particolare del viso

La rigidità del robusto corpo contrasta con il realismo del volto. Una cura particolare è stata impiegata nella realizzazione degli occhi, composti di magnesite bianca screziata di rosso e di cristallo di rocca. Sul fondo del cristallo, uno strato di materiale organico serve contemporaneamente da colorante dell'iride e da adesivo.

Gli occhi sono tenuti in sede da due fermagli di rame. Le sopracciglia vennero realizzate con una sottile pennellata di pittura organica scura.

## Identificazione e datazione dell'opera
L'identità dello scriba di Saqqara è tuttora ignota; certi indizi alla base della statua suggeriscono che facesse parte di una scultura più grande, oggi scomparsa, che avrebbe dovuto portare il nome e i titoli del personaggio. L'insolita postura potrebbe essere prerogativa dei membri della famiglia reale.
La scultura viene tradizionalmente attribuita alla IV dinastia ed è di solito associata alla persona di Pehernefer; certi caratteri stilistici (labbra insolitamente sottili, petto ampio e postura del tronco) supporterebbero questa teoria.

La datazione stessa rimane dubbia in quanto è stata suggerita anche la VI dinastia. Un indizio a favore di una data più arretrata potrebbe giungerci dalla posizione di scrittura dello scriba che è tipica delle opere anteriori alla V dinastia; in tempi successivi, infatti, sono prevalenti gli esempi di scribi in posa di lettura.